# Nagios

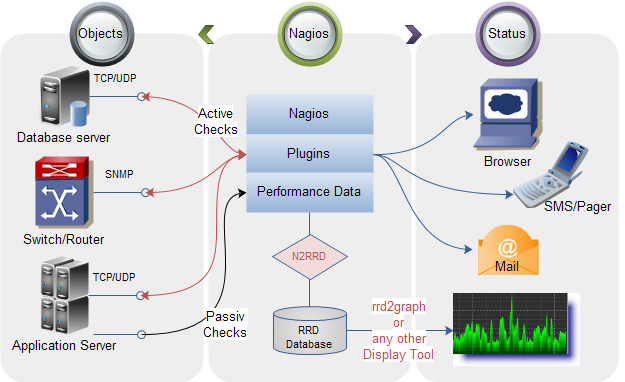
Nagios működési alapelve

A Nagios /ˈnɑːɡiːoʊs/ egy nyílt forráskódú számítógépes szoftver alkalmazás, felügyeli a rendszereket, hálózatokat és infrastruktúrát. A Nagios felügyeleti és riasztási szolgáltatásokat ajánl a szerverekhez, switchekhez, alkalmazásokhoz és szolgáltatásokhoz. Először riasztja a felhasználókat amikor a dolgok rosszra fordulnak majd riasztja őket másodszor is, amikor a probléma már megoldódott.
Ethan Galstad és egy fejlesztő csoport eredetileg a Nagiost NetSaint néven hozta létre. 2015-ben az aktívan karban tartják mind a hivatalos mind a nem hivatalos beépülő modulokat. A Nagios egy rekurzív betűszó a "Nagios Ain't Gonna Insist On Sainthood"-ból. - "sainthood" makes reference to the original name NetSaint, which changed in response to a legal challenge by owners of a similar trademark. "Agios" (vagy "hagios") szintén átírható a görög άγιος szóra, amely "szent"et jelent.
A Nagiost eredetileg Linux alatti futásra tervezték, de jól fut más Unix variánsokon is. Ez egy szabad szoftver Free Software Foundation által kiadott GNU General Public License version 2 licenccel.
Egy 2006-os felmérésben megkérdezték a nmap-hacker levelezőlistát, hogy azonosítsák a kedvenc hálózatbiztonsági eszközeiket. A felmérésben 3243-an vettek részt, és a Nagios a 67. helyre került, a forgalom felügyeleti eszközök között pedig az 5.-re (magát az Nmap-t kizárták a listából). Egy másik felmérés szerint 2011-ben, a Nagios a 69. helyre került.

## Áttekintés

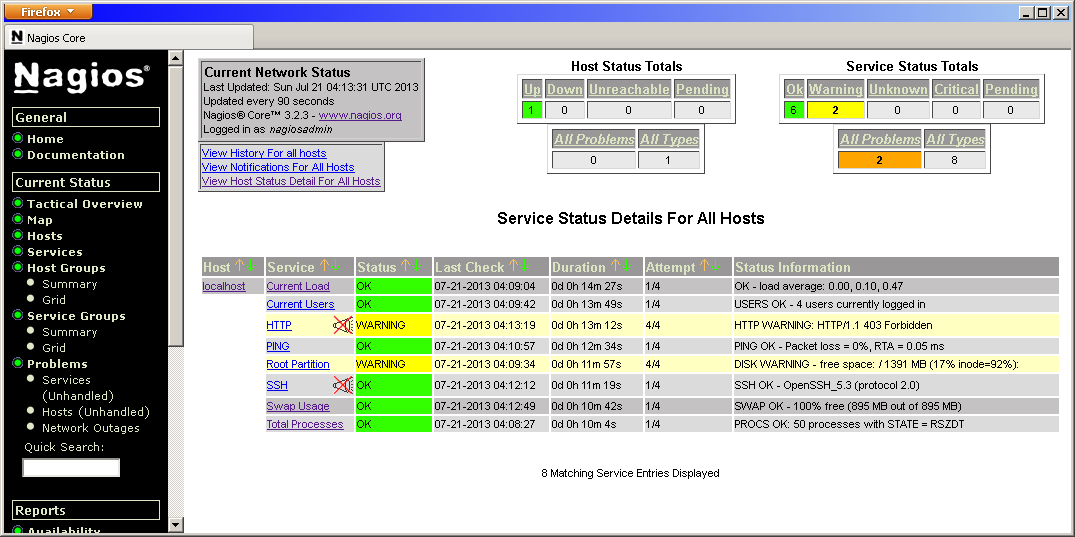
Állapotjelentés Nagiosban

Nagios egy nyílt forráskódú szoftver GNU GPL V2 licenccel. A következőket nyújtja:
- Hálózati szolgáltatások megfigyelése (SMTP, POP3, HTTP, NNTP, ICMP, SNMP, FTP, SSH)
- A gazdagép erőforrásainak megfigyelése (processzor terheltség, lemez használat, rendszer logok) az hálózati operációs rendszerek többségén, beleértve Microsoft Windowst is a NSClient++ beépülő modullal vagy Check MK-kal.
- Bármi más figyelését, mint pl. próbák (hőmérsékleti, riasztások stb.), melyek képesek összegyűjtött adatokat küldeni a hálózaton keresztül a speciálisan megírt beépülő modulokhoz
- A távoli futó szkriptek figyelése Nagios távoli beépülő modul végrehajtón keresztül
- Távoli megfigyelés támogatása SSH-n vagy SSL titkosított csatornákon keresztül.
- Az egyszerű beépülő modul tervezése lehetővé teszi hogy a felhasználók könnyen ki tudják fejleszteni a saját szolgáltatás ellenőrzéseiket szükségleteiknek megfelelően a saját választott eszközeikkel (shell szcriptek, C++, Perl, Ruby, Python, PHP, C# stb.)
- Elérhető adatok grafikus megjelenését célzó beépülő modul
- Párhuzamos szolgáltatás ellenőrzés
- Képesség hálózati gazdagép hierarchia definiálására a 'szülő' gazdagép használatával, lehetővé teszi azoknak a gazdagépeknek a felderítését, melyek éppen nem működnek vagy nem elérhetők
- Kapcsolati értesítés, amikor a szolgáltatás vagy gazdagép probléma jelentkezik ill. megoldódik (következőkön keresztül: e-mail, pager, SMS, vagy bármilyen felhasználó által definiált metódus a beépülő modulon rendszeren keresztül)
- Képes definiálni eseménykezelőket, melyek a szolgáltatás ideje alatt futnak vagy gazdagép eseményeket a proaktív probléma megoldására
- Automatikus log fájl rotáció
- Támogatja a redundáns megfigyelő gazdagépek megvalósítást
- Opcionális webes interfész a következőkhöz: az aktuális hálózati állapot, figyelmeztetések, probléma történet, logfájlok
- Adattárolás szöveg fájlokban adatbázis helyett

## Nagios ügynökök

### NRPE
A Nagios Remote Plugin Executor (NRPE) egy Nagios ügynök, amely lehetővé teszi a távoli rendszer figyelését szkriptek használatával, melyek a távoli rendszereken helyezkednek el. Olyan erőforrások megfigyelését teszi lehetővé, mint pl. a lemezhasználat, rendszer terheltség vagy egy adott időben a bejelentkezett felhasználók száma. A Nagios periodikusan lekérdezik az ügynököt a távoli rendszeren a check_nrpe beépülő modul segítségével.
Az NRPE lehetővé teszi, hogy távoli módon végrehajtsuk a Nagios beépülő modult más Linux/Unix gépeken. Ez lehetővé teszi, hogy monitorozzuk a távoli gépek mérőszámait (lemez használat, CPU terheltség stb.). Az NRPE képes kommunikálni némely Windows ügynök kiegészítéssel is, így végrehajthatunk szkripteket és ellenőrizhetjük a mérőszámokat távoli Windows gépeken is.

### NRDP
A Nagios Remote Data Processor (NRDP) egy Nagios ügynök rugalmas adattovábbítási és feldolgozó mechanizmussal rendelkezik. Architektúrája lehetővé teszi a könnyen bővíthetőséget és testre szabhatóságot. Az NRDP sztenderd portokat és protokollokat (HTTP(S) és XML) használ és az NSCA helyettesítőjeként megvalósítható.

### NSClient++
Ezt a programot leginkább Windows gépek monitorozására használják. Egy távoli rendszeren telepítve NSClient++ a 12489-es TCP porton figyel. Azt a Naigos plugin-t, melyet arra lehet használni, hogy információt gyűjtsön össze check_nt-nek nevezik. NRPE-ként NSClient++ lehetővé teszi az ún. 'magán szolgáltatások' (memória használat, CPU terheltség, lemezhasználat, futó processzek, stb.) azaz Nagios gazdagép és szolgáltatás felügyeletet is egyaránt ellát, továbbá tájékoztat a hálózati problémákról is.

## Nagios beépülő modulok webhelyének ellentmondásos átvétele
2014. január 16-án Nagios Enterprises átirányította a nagios-plugins.org domain nevet egy Nagios Enterprises által ellenőrzött webszerverre a Nagios Plugins közösség értesítése nélkül. Válaszul az eredeti közösségi plugin csoport átnevezte a projektet Monitoring Plugins-ra és létrehozott egy új projekt weboldalt monitoring-plugins.org néven
.

## További olvasnivalók
- Barth, Wolfgang; (2006) Nagios: System And Network Monitoring - No Starch Press ISBN 1-59327-070-4
- Barth, Wolfgang; (2008) "Nagios: System And Network Monitoring, 2nd edition - No Starch Press ISBN 1-59327-179-4
- Turnbull, James; (2006) Pro Nagios 2.0 Archiválva 2011. június 25-i dátummal a Wayback Machine-ben - San Francisco: Apress ISBN 1-59059-609-9
- Josephsen, David; (2007) Building a Monitoring Infrastructure with Nagios Archiválva 2009. július 17-i dátummal a Wayback Machine-ben - Prentice Hall ISBN 0-13-223693-1
- Dondich, Taylor; (2006) Network Monitoring with Nagios - O'Reilly ISBN 0-596-52819-1

## Fordítás
- Ez a szócikk részben vagy egészben  a   Nagios című angol Wikipédia-szócikk ezen változatának fordításán alapul.  Az eredeti cikk szerkesztőit annak laptörténete sorolja fel. Ez a jelzés csupán a megfogalmazás eredetét és a szerzői jogokat jelzi, nem szolgál a cikkben szereplő információk forrásmegjelöléseként.